# Vedretta del Lupo
La Vedretta del Lupo è un ghiacciaio situato sul lato valtellinese delle Alpi Orobie, appena sotto il Passo Coca, in Val d'Arigna. Si trova in una zona ricca di piccoli ghiacciai, nelle sue vicinanze si trovano infatti la Vedretta di Scais, la Vedretta di Porola e la Vedretta del Marovin.
Stando ai dati rilevati nel luglio 2006, si estende da una quota minima di 2.434 m a una massima di 2.757 m, per una superficie di 0.21 km quadrati. Le sue acque di fusione, insieme con quelle della Vedretta del Marovin, attraversano la Val d'Arigna, alimentano il torrente Armisa e si gettano nell'Adda presso Chiuro.

## Accessi
Si può raggiungere dalla provincia di Bergamo partendo da Valbondione, passando dal Passo Coca. Si prende il sentiero 301 che porta al rifugio Coca, e da qui si percorre il sentiero 325, che conduce al Passo Coca. Si attraversa il valico e in breve si arriva alla testa del ghiacciaio (4,30 ore di cammino).
Dal lato valtellinese si parte dalla centrale di Armisa, in val d'Arigna, e si percorre il sentiero per il bivacco Corti. Arrivati al bivacco si è praticamente alla fronte del ghiacciaio (4 ore).